# Eugene Joseph
Eugene Joseph (ur. 31 lipca 1958 w Rajakamangalam) – indyjski duchowny rzymskokatolicki, od 2015 biskup Varanasi.

## Życiorys
Święcenia kapłańskie otrzymał 10 kwietnia 1985 i uzyskał inkardynację do diecezji Varanasi. Był m.in. wicerektorem niższego seminarium, dyrektorem wielu placówek diecezjalnych w Varanasi oraz wikariuszem generalnym diecezji. W 2013 mianowany administratorem Varanasi.
30 maja 2015 otrzymał nominację na biskupa diecezjalnego Varanasi. Sakry biskupiej udzielił mu 24 sierpnia 2015 abp Salvatore Pennacchio.